# Moholy-Nagy-díj

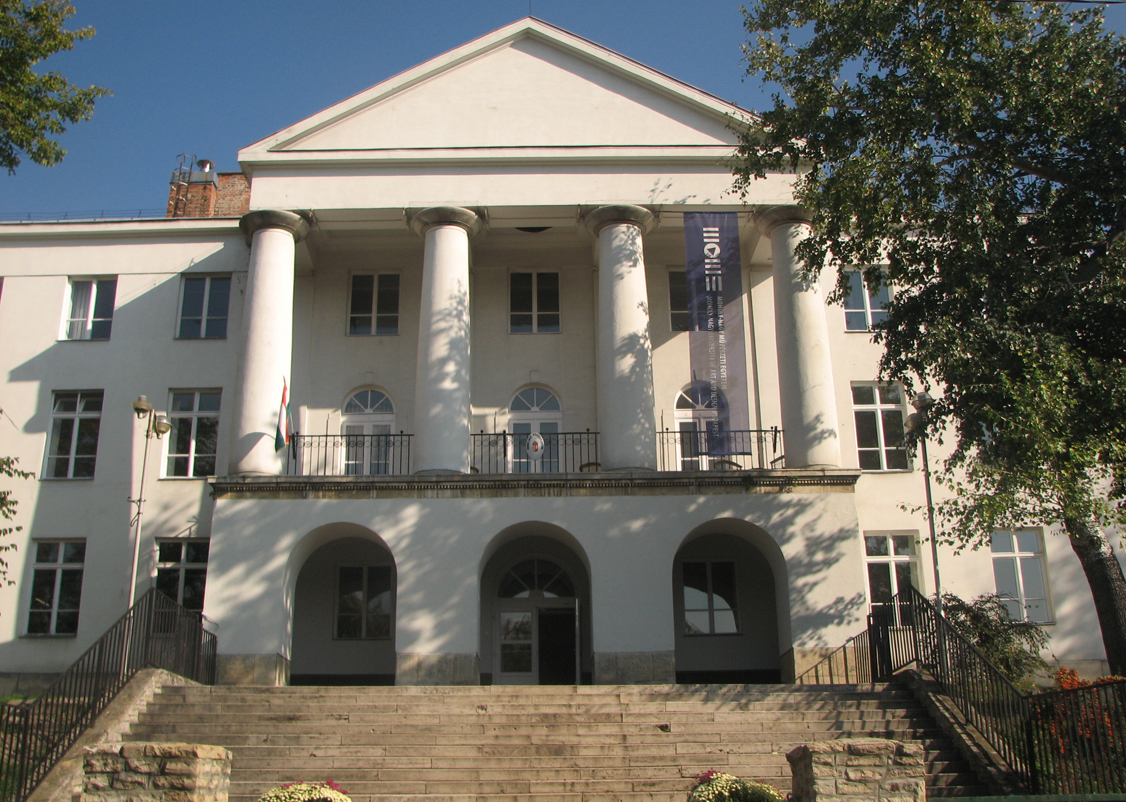
Moholy-Nagy Művészeti Egyetem

A Moholy-Nagy-díjat 2006-ban alapította Kopek Gábor, a Moholy-Nagy Művészeti Egyetem (MOME) rektora.
Az egyetem évente a Moholy-Nagy-díjat annak adományozza, aki tevékenységével kimagasló módon, közvetlenül vagy közvetve hozzájárult az egyetem céljainak eléréséhez. A Moholy-Nagy-díjat 2006-ban Moholy-Nagy László leánya, Hattula Moholy-Nagy kapta. 

## Leírás
2006 óta a Moholy-Nagy-díj minden év őszén átadásra kerül, amelynek díjtárgya 2021-ben, a díj tizenöt éves évfordulójának alkalmával megújult. Az új díjat Ádám Krisztián, Ferenczy Noémi-díjas ötvösművész, a Moholy-Nagy Művészeti Egyetem Design Intézetének oktatója tervezte. Harmóniában az egyetem fejlődésével, kiteljesedésével, a díj egyszerre törekszik a névadó Moholy-Nagy filozófiájának tárgyi manifesztációja, és annak az állandó változásnak a leképezésére, amelyet mindannyian megélünk.  
A díj korábbi változatát 2006 és 2019 között tizennégy alkalommal adták át. Az egyedi kialakítású egyensúlymérővel, melyet Péter Vladimir fémműves formatervező, a MOME Design Intézet akkori Tárgyalkotó Tanszékének professzor emeritusa tervezett, a MOME a kreativitás, a szellemi és művészi innováció jelentőségét kívánta hangsúlyozni. 
A megközelítőleg 25 cm magas, arany talpú vörös oszlop tetején metastabil egyensúlyi helyzetben áll egy nagyjából ugyanakkora fekete pálca, a szerkezetet pedig hagyományosan a díjátadón a díjazottnak kellett összeszerelnie, megmutatva ezzel, hogy a díjra valóban érdemes.

## Díjazottak
| Év   | Díjazott | Ország                    | Megjegyzés |
| ---- | --- | ------------------------- | ---------- |
| 2006 | Hattula Moholy-Nagy művészettörténész, művészeti író | Németország               | [ 1 ]      |
| 2007 | Gergely István belsőépítész, iparművész | Magyarország              | [ 1 ]      |
| 2007 | Lengyel István formatervező | /                         | [ 1 ]      |
| 2008 | Rubik Ernő Kossuth-díjas építész, formatervező | Magyarország              | [ 1 ]      |
| 2009 | Hannes Böhringer művészetfilozófus | Németország               | [ 1 ]      |
| 2010 | Földes Imre zenetörténész | Magyarország              | [ 1 ]      |
| 2011 | Tibor Kalman grafikus, lapszerkesztő | /                         | [ 1 ]      |
| 2012 | Dieter Rams ipari formatervező, designer | Németország               | [ 1 ]      |
| 2013 | Gőz László harsonaművész, zenetanár | Magyarország              | [ 1 ]      |
| 2014 | Kovalik Balázs operarendező | Magyarország              | [ 1 ]      |
| 2015 | Frenák Pál koreográfus, táncművész | Magyarország              | [ 1 ]      |
| 2016 | Nádasdy Ádám nyelvész, költő, műfordító | Magyarország              | [ 1 ]      |
| 2017 | Passuth Krisztina művészettörténész | Magyarország              | [ 1 ]      |
| 2018 | Barabási Albert László fizikus | /                         | [ 1 ]      |
| 2019 | Karole P. B. Vail kurátor, a Peggy Guggenheim Gyüjtemény igazgatója                                                                                         | Amerikai Egyesült Államok | [ 2 ]      |
| 2020 | Csomay Zsófia belsőépítész, építőművész | Magyarország              | [ 3 ]      |
| 2020 | Reimholz Péter belsőépítész, építőművész (posztumusz) | Magyarország              | [ 3 ]      |
| 2022 | Botár Olivér művészettörténész, kurátor | Kanada                    | [ 4 ]      |
| 2023 | Gazdag Gyula filmrendező, forgatókönyvíró | Magyarország              | [ 5 ]      |
| 2024 | Kapitány Ágnes DSc., társadalomkutató, Széchenyi-díjas professor emerita és Kapitány Gábor DSc., társadalomkutató, író, Széchenyi-díjas egyetemi magántanár | Magyarország              | [ 6 ]      |

## Külső hivatkozások
- The Moholy-Nagy Foundation
- Hattula Moholy-Nagy